# Siluridae
Famille
Les Siluridés (Siluridae) forment une famille de poissons de l'ordre des Siluriformes très répandue en Europe et en Asie. Le silure est le représentant le plus connu de cette famille.
Les siluriformes forment un groupe de plus de 3 000 espèces et il serait l'un des plus grands parmi les vertébrés (une espèce de vertébrés sur 20 serait siluriformes.
Le phylum des siluridés est ancien (plus de 110 millions  d'années).
Des risques de confusion sont possibles : par exemple le silure glane (Silurus glanis) dont l'aire est en pleine expansion depuis quelques décennies en Europe de l'Ouest, à la suite d'introductions à partir du bassin du Danube, est bien un siluridé, alors que le poisson-chat commun (Ameiurus melas) est lui un ictaluridé.

## Caractéristiques
Tous possèdent des barbillons bien développés (de trois à six paires) riches en terminaison nerveuse. Leur nageoire dorsale est petite ou parfois absente et ils possèdent une longue nageoire anale.

## Classification
Les différents genres de cette famille:
- Belodontichthys Bleeker, 1858
- Ceratoglanis Myers, 1938
- Hemisilurus Bleeker, 1858
- Hito Herre, 1924
- Kryptopterus Bleeker, 1858
- Ompok Lacepède, 1803
- Parasilurus Bleeker, 1862
- Pinniwallago Gupta, Jayaram & Hajela, 1981
- Pterocryptis Peters, 1861
- Silurichthys Bleeker, 1856
- Silurus Linnaeus, 1758  avec le silure glane
- Wallago Bleeker, 1851